# 熱帶風暴玲玲 (2014年)
熱帶風暴玲玲（英語：Tropical Storm Lingling，國際編號：1401，聯合颱風警報中心：WP012014，菲律賓大氣地球物理和天文管理局：Agaton）為2014年太平洋颱風季第一個被命名的風暴。「玲玲」一名是由香港提供，是一個頗為普遍的少女暱稱。

## 發展過程

### 初期發展
2014年1月6日，一個低壓區在帛琉東南方海面上生成。同日，美國海軍研究實驗室給予擾動編號91W。
1月9日上午10時30分，聯合颱風警報中心對其在24小時內形成為熱帶氣旋的機會給予「LOW」的評級。
1月10日下午2時，聯合颱風警報中心取消評級。下午9時30分，日本氣象廳將其升格為熱帶性低氣壓，並發出烈風警報。其中心風力達到了15每秒（54每小時）。
1月11日上午2時，聯合颱風警報中心再度對其在24小時內形成為熱帶氣旋的機會給予「LOW」的評級。
1月12日下午2時，聯合颱風警報中心取消評級。下午3時25分，日本氣象廳改發一般警報。
1月13日上午2時，日本氣象廳將其降格為低壓區，並取消所有警報。

### 後期重新發展
1月13日，其殘餘雲系於帛琉西北方海面上重新發展。
1月14日上午8時，日本氣象廳再度將其升格為熱帶性低氣壓。
1月15日下午2時，聯合颱風警報中心再度對其在24小時內形成為熱帶氣旋的機會給予「LOW」的評級。
1月16日下午2時，聯合颱風警報中心對其評級提升為「MEDIUM」。下午8時，日本氣象廳再度對其發出烈風警報。下午9時，聯合颱風警報中心對其發佈熱帶氣旋形成警報。
1月17日，聯合颱風警報中心對其評級提升為「HIGH」。
1月18日上午9時，日本氣象廳將其升格為熱帶風暴，並命名為「玲玲」。同時，聯合颱風警報中心將其升格為熱帶低氣壓，並給予編號01W。下午2时，中央气象台將其升格為熱帶風暴。下午5时，聯合颱風警報中心将其升格为热带风暴。
1月19日上午5時，聯合颱風警報中心將其降格為熱帶低氣壓。下午8时，中央气象台将其降格为热带低气压。
1月20日上午5时，联合台风警报中心对其发出最后的警报。上午8时45分，日本气象厅将其降格为热带低气压，並取消烈風警報。
1月21日上午8時，日本氣象廳將其降格為低壓區。
1月27日，其殘餘雲系併入赤道輻合帶，在該處重新發展為另一低壓系統，並於關島東南部海面上持續發展。其後又於1月31日被日本氣象廳升格為熱帶風暴劍魚。

### 事後強度調整
聯合颱風警報中心在事後發佈的最佳路徑年鑑中，把玲玲的強度向下修訂，接近中心最高持續風速下調為30節，認為從未達到熱帶風暴的水平。

## 影響

### 菲律賓
當地最高熱帶氣旋警告信號：一號風暴信號
1月18日 上午10時30分，菲律賓大氣地球物理和天文管理局將已進入責任範圍的低壓區升格為熱帶性低氣壓，發佈第一報熱帶氣旋資訊，命名為Agaton，並發出一號風暴信號。
1月20日上午11時，菲律賓大氣地球物理和天文管理局將其降格為低壓區，發佈最後一報熱帶氣旋資訊，並解除一號風暴信號。
根據菲律賓國家減災委員會於2月1日上午6時估計，因此次風災而至少有70人罹難、86人受傷、9人失蹤。房屋半毀1,897棟，全毀1,585棟。有244,344戶（相當於1,148,621人）受災，其中有2,441戶（相當於11,621人）無家可歸。
玲玲造成當地農業損達共293,090,423.23元披索，設施損失則達273,623,750元披索，一共損失566,714,173.23元披索（約1250萬美元）。

## 熱帶氣旋信號使用記錄

### 菲律賓
| 菲律賓大氣地球物理和天文管理局 {{{警告系統}}} | 菲律賓大氣地球物理和天文管理局 {{{警告系統}}} | 菲律賓大氣地球物理和天文管理局 {{{警告系統}}} |
| --------------------------------------------- | --------------------------------------------- | --------------------------------------------- |
| 上一熱帶氣旋                                  | 一號風暴信號                                  | 下一熱帶氣旋                                  |
| 熱帶低氣壓楊柳                                | 一號風暴信號                                  | 熱帶風暴劍魚                                  |

## 外部連結
- （日語）日本氣象廳首頁 （页面存档备份，存于）
- （英文）聯合颱風警報中心首頁 （页面存档备份，存于）
- （简体中文）中央氣象台首頁
- （繁體中文）中央氣象局首頁 （页面存档备份，存于）
- （繁體中文）香港天文台首頁 （页面存档备份，存于）
- （繁體中文）澳門地球物理暨氣象局首頁 （页面存档备份，存于）
- （英文）菲律賓大氣地球物理和天文管理局首頁 （页面存档备份，存于）